# Adlan Katsayev
Bản mẫu:Eastern Slavic name
Adlan Zelimkhanovich Katsayev (tiếng Nga: Адлан Зелимханович Кацаев; sinh ngày 20 tháng 2 năm 1988) là một tiền vệ tấn công bóng đá người Nga gốc Chechen thi đấu cho FC Akhmat Grozny.

## Sự nghiệp
Katsayev ra mắt chuyên nghiệp năm 2005, vào sân với tư cách dự bị cho Terek trong trận đấu tại Giải bóng đá ngoại hạng Nga trước Tom.
Ở nửa sau mùa giải 2007 anh được cho mượn đến Kavkaztransgaz-2005 ở Russian Second Division cùng với đồng đội ở Terek Rizvan Utsiyev.

### Anzhi Makhachkala
Vào tháng 1 năm 2017, Katsayev gia nhập FC Anzhi Makhachkala, kéo dài hợp đồng cho mượn với Anzhi thêm 1 năm từ tháng 6 năm 2017. Hợp đồng cho mượn bị hủy bỏ và anh trở lại Akhmat vào ngày 17 tháng 1 năm 2018.

## Thống kê sự nghiệp

### Câu lạc bộ
Tính đến 13 tháng 5 năm 2018
| Câu lạc bộ                | Mùa giải             | Giải vô địch                | Giải vô địch | Giải vô địch | Cúp     | Cúp       | Châu lục | Châu lục  | Tổng cộng | Tổng cộng |
| Câu lạc bộ                | Mùa giải             | Hạng đấu                    | Số trận      | Bàn thắng    | Số trận | Bàn thắng | Số trận  | Bàn thắng | Số trận   | Bàn thắng |
| ------------------------- | -------------------- | --------------------------- | ------------ | ------------ | ------- | --------- | -------- | --------- | --------- | --------- |
| Terek Grozny              | 2005                 | Giải bóng đá ngoại hạng Nga | 1            | 0            | 0       | 0         | –        | –         | 1         | 0         |
| Terek Grozny              | 2006                 | FNL                         | 12           | 0            | 1       | 0         | –        | –         | 13        | 0         |
| Terek Grozny              | 2007                 | FNL                         | 2            | 1            | 0       | 0         | –        | –         | 2         | 1         |
| Kavkaztransgaz-2005       | 2007                 | PFL                         | 12           | 1            | –       | –         | –        | –         | 12        | 1         |
| Terek Grozny              | 2008                 | Giải bóng đá ngoại hạng Nga | 0            | 0            | 0       | 0         | –        | –         | 0         | 0         |
| Terek Grozny              | 2009                 | Giải bóng đá ngoại hạng Nga | 11           | 0            | 0       | 0         | –        | –         | 11        | 0         |
| Terek Grozny              | 2010                 | Giải bóng đá ngoại hạng Nga | 18           | 0            | 0       | 0         | –        | –         | 18        | 0         |
| Terek Grozny              | 2011–12              | Giải bóng đá ngoại hạng Nga | 26           | 0            | 2       | 1         | –        | –         | 28        | 1         |
| Terek Grozny              | 2012–13              | Giải bóng đá ngoại hạng Nga | 2            | 0            | 0       | 0         | –        | –         | 2         | 0         |
| Luch-Energiya Vladivostok | 2013–14              | FNL                         | 28           | 1            | 5       | 1         | –        | –         | 33        | 2         |
| Lechia II Gdańsk          | 2014–15              | III liga                    | 4            | 0            | –       | –         | –        | –         | 4         | 0         |
| Terek Grozny              | 2014–15              | Giải bóng đá ngoại hạng Nga | 0            | 0            | 0       | 0         | –        | –         | 0         | 0         |
| Terek Grozny              | 2015–16              | Giải bóng đá ngoại hạng Nga | 0            | 0            | 0       | 0         | –        | –         | 0         | 0         |
| Terek-2 Grozny            | 2015–16              | PFL                         | 14           | 7            | –       | –         | –        | –         | 14        | 7         |
| SKA-Khabarovsk            | 2015–16              | FNL                         | 13           | 3            | –       | –         | –        | –         | 13        | 3         |
| SKA-Khabarovsk            | 2016–17              | FNL                         | 21           | 4            | 2       | 0         | –        | –         | 23        | 4         |
| SKA-Khabarovsk            | Tổng cộng            | Tổng cộng                   | 44           | 7            | 2       | 0         | 0        | 0         | 46        | 7         |
| Anzhi Makhachkala         | 2016–17              | Giải bóng đá ngoại hạng Nga | 10           | 0            | 1       | 0         | –        | –         | 11        | 0         |
| Anzhi Makhachkala         | 2017–18              | Giải bóng đá ngoại hạng Nga | 13           | 2            | 0       | 0         | –        | –         | 13        | 2         |
| Anzhi Makhachkala         | Tổng cộng            | Tổng cộng                   | 23           | 2            | 1       | 0         | 0        | 0         | 24        | 2         |
| Akhmat Grozny             | 2017–18              | Giải bóng đá ngoại hạng Nga | 0            | 0            | –       | –         | –        | –         | 0         | 0         |
| Akhmat Grozny             | Tổng cộng (4 spells) | Tổng cộng (4 spells)        | 72           | 1            | 3       | 1         | 0        | 0         | 75        | 2         |
| Tổng cộng sự nghiệp       | Tổng cộng sự nghiệp  | Tổng cộng sự nghiệp         | 187          | 19           | 11      | 2         | 0        | 0         | 198       | 21        |